# Corringham (Lincolnshire)
Pour les articles homonymes, voir Corringham.
Corringham est une paroisse civile et un village du Lincolnshire, en Angleterre.